# Cocoșul Jack
Cocoșul Jack este al douăzeci și șaptelea episod al serialului de desene animate Samurai Jack.

## Subiect
Jack deranjează din greșeală un vrăjitor care, furios, îl transformă într-un cocoș.
Cocoșul Jack este capturat de un grăsan care îl depune într-o arenă pentru a lupta contra altor creaturi sau roboți. Jack învinge rând pe rând toți adversarii, iar grăsanul se îmbogățește. Dar la un moment dat, plimbându-se grăsanul cu Jack pe stradă, dă peste același vrăjitor, care îl transformă pe grăsan în cocoș, iar pe Jack înapoi în om.